# Gąsiorowo (powiat pułtuski)
Gąsiorowo – wieś w Polsce położona w województwie mazowieckim, w powiecie pułtuskim, w gminie Świercze. Ma status sołectwa.
Prywatna wieś szlachecka położona była w drugiej połowie XVI wieku w powiecie nowomiejskim ziemi zakroczymskiej województwa mazowieckiego.
W latach 1954–1959 wieś należała i była siedzibą władz gromady Gąsiorowo, po jej zniesieniu w gromadzie Strzegocin. W latach 1975–1998 miejscowość należała administracyjnie do województwa ciechanowskiego.

## Zabytki
Do wojewódzkiego rejestru zabytków wpisany jest:
- zespół dawnego kościoła parafialnego (obecnie filia parafii Strzegocin) pw. św. Mikołaja, XVIII w.:
  - kościół pw. św. Mikołaja, 1792 - drewniana budowla orientowana (z prezbiterium skierowanym na wschód), wzniesiona w konstrukcji zrębowej, którą z zewnątrz oszalowano;
  - dzwonnica drewniana, pocz. XIX.